# Lazar Antsi-Polovskij
Lazar Antsi-Polovskij (russisk: Ла́зарь Я́ковлевич Анци-Поло́вский) (født 28. januar 1896, død 30. januar 1968) var en sovjetisk filminstruktør, manusforfatter og skuespiller.

## Filmografi
- Hvis i morgen er krig (Если завтра война..., 1938)[1][2]